# Breuil-Bois-Robert
Breuil-Bois-Robert – miejscowość i gmina we Francji, w regionie Île-de-France, w departamencie Yvelines.
Według danych na rok 1990 gminę zamieszkiwało 570 osób, a gęstość zaludnienia wynosiła 152 osób/km² (wśród 1287 gmin regionu Île-de-France Breuil-Bois-Robert plasuje się na 775. miejscu pod względem liczby ludności, natomiast pod względem powierzchni na miejscu 770.).